# Fédération Centrafricaine de Football
Die Fédération Centrafricaine de Football (FCF) ist der Dachverband der Fußballvereine in der Zentralafrikanischen Republik. Er hat seinen Sitz in der Hauptstadt Bangui.
Der FCF ist seit 1963 Mitglied der FIFA und seit 1965 des afrikanischen Fußballverbandes CAF. Zudem ist der Verband Mitglied der Zentralafrikanischen Fußball-Union (UNIFFAC).

## Ligen und Wettbewerbe
- Central African Republic League
- Coupe Nationale

## Nationalmannschaften
- Zentralafrikanische Fußballnationalmannschaft der Männer
- Zentralafrikanische Fußballnationalmannschaft der Frauen